# Yannick Gerhardt
Yannick Gerhardt, né le 13 mars 1994 à Würselen en Allemagne, est un footballeur international allemand. Il évolue au poste d'arrière gauche au VfL Wolfsburg.
Sa sœur, Anna Gerhardt, est également footballeuse et évolue au Bayern Munich.

## Biographie

### En club

#### FC Cologne
Né à Würselen en Allemagne, Yannick Gerhardt est formé au FC Cologne. Durant sa formation, il reçoit la Médaille Fritz Walter d'argent, qui récompense les meilleurs jeunes allemands, pour la catégorie des moins de 19 ans. Lors de l'été 2013, il est intégré à l'équipe première par l'entraîneur Peter Stöger. Il joue son premier match en professionnel le 20 juillet 2013, lors de la première journée de la saison 2013-2014 de deuxième division allemande face au SG Dynamo Dresde. Il est titularisé au milieu de terrain et les deux équipes se neutralisent ce jour-là (1-1).

#### VfL Wolfsburg
Le 27 mai 2016 est annoncé le transfert de Yannick Gerhardt au VfL Wolfsburg. Le joueur s'engage avec les loups jusqu'en juin 2021. Il joue son premier match sous ses nouvelles couleurs le 20 août 2016, à l'occasion d'une rencontre de coupe d'Allemagne face au FSV Francfort. Il est titulaire et son équipe s'impose par deux buts à un.
Le 29 janvier 2021, Yannick Gerhardt prolonge son contrat avec le VfL Wolfsburg, étant alors lié au club jusqu'en juin 2025,.

### En équipe nationale
Avec les espoirs, il participe au championnat d'Europe espoirs en 2017. Lors de cette compétition, il joue cinq matchs. L'Allemagne remporte le tournoi en battant l'Espagne en finale.
Il joue son premier match en équipe d'Allemagne le 15 novembre 2016, en amical contre l'Italie. Disputée à Milan, la rencontre se solde par un match nul et vierge.

## Statistiques
| Saison                | Club                  | Championnat           | Championnat | Championnat | Coupe(s) nationale(s) | Coupe(s) nationale(s) | Compétition(s) continentale(s) | Compétition(s) continentale(s) | Compétition(s) continentale(s) | Barrages Bundesliga | Barrages Bundesliga | Total | Total |
| Saison                | Club                  | Division              | M.          | B.          | M.                    | B.                    | Comp.                          | M.                             | B.                             | M.                  | B.                  | M.    | B.    |
| 2013-2014             | FC Cologne            | 2. Bundesliga         | 29          | 3           | 2                     | 0                     | -                              | -                              | -                              | -                   | -                   | 31    | 3     |
| 2014-2015             | FC Cologne            | Bundesliga            | 16          | 1           | 1                     | 0                     | -                              | -                              | -                              | -                   | -                   | 17    | 1     |
| 2015-2016             | FC Cologne            | Bundesliga            | 29          | 2           | 1                     | 0                     | -                              | -                              | -                              | -                   | -                   | 30    | 2     |
| Sous-total            | Sous-total            | Sous-total            | 74          | 6           | 4                     | 0                     | -                              | -                              | -                              | -                   | -                   | 78    | 6     |
| 2016-2017             | VfL Wolfsburg         | Bundesliga            | 27          | 0           | 3                     | 0                     | -                              | -                              | -                              | 2                   | 0                   | 32    | 0     |
| 2017-2018             | VfL Wolfsburg         | Bundesliga            | 17          | 1           | 4                     | 0                     | -                              | -                              | -                              | -                   | -                   | 21    | 1     |
| 2018-2019             | VfL Wolfsburg         | Bundesliga            | 30          | 3           | 3                     | 0                     | -                              | -                              | -                              | -                   | -                   | 33    | 3     |
| 2019-2020             | VfL Wolfsburg         | Bundesliga            | 18          | 2           | 2                     | 1                     | C3                             | 5                              | 1                              | -                   | -                   | 25    | 4     |
| 2020-2021             | VfL Wolfsburg         | Bundesliga            | 29          | 2           | 4                     | 2                     | C3                             | 2                              | 0                              | -                   | -                   | 35    | 4     |
| 2021-2022             | VfL Wolfsburg         | Bundesliga            | 27          | 1           | 1                     | 0                     | C1                             | 5                              | 0                              | -                   | -                   | 33    | 1     |
| 2022-2023             | VfL Wolfsburg         | Bundesliga            | 28          | 6           | 2                     | 0                     | -                              | -                              | -                              | -                   | -                   | 30    | 6     |
| 2023-2024             | VfL Wolfsburg         | Bundesliga            | 25          | 2           | 3                     | 1                     | -                              | -                              | -                              | -                   | -                   | 28    | 3     |
| Sous-total            | Sous-total            | Sous-total            | 201         | 17          | 22                    | 4                     | -                              | 12                             | 1                              | 2                   | 0                   | 237   | 22    |
| Total sur la carrière | Total sur la carrière | Total sur la carrière | 275         | 23          | 26                    | 4                     | -                              | 12                             | 1                              | 2                   | 0                   | 315   | 28    |

## Palmarès
- Allemagne espoirs
  - Vainqueur de l'Euro espoirs 2017

- FC Cologne
  - Champion d'Allemagne de deuxième division en 2014